# Liste der höchsten Bauwerke in Island

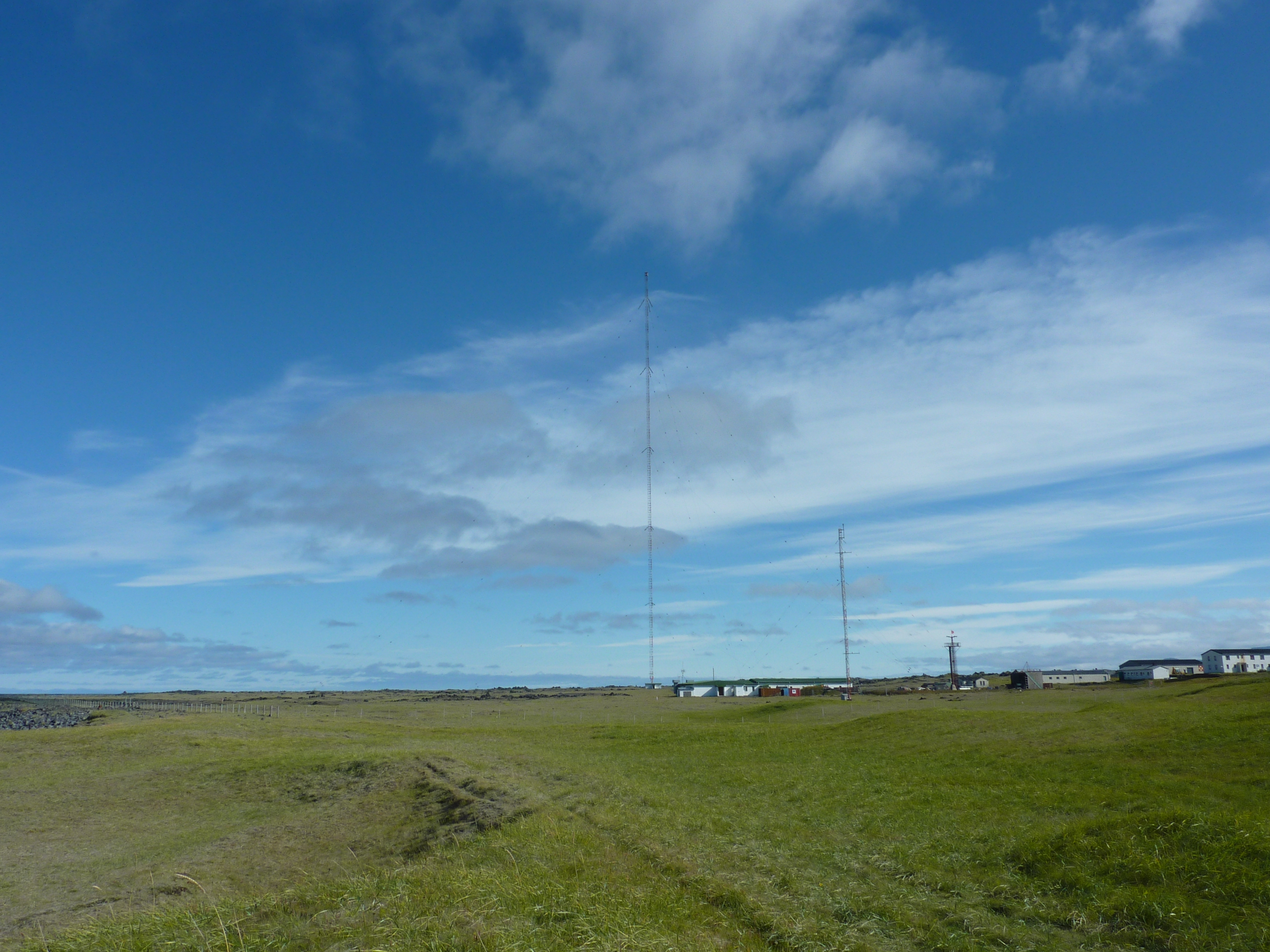
Sendemast Gufuskálar, höchstes Bauwerk in Island

Dies ist eine Liste der höchsten Bauwerke in Island. 
| Name                                  | Bauwerkstyp                    | Nutzung                             | Höhe          | Baujahr   | Ort             | Bemerkung                                                                                           |
| ------------------------------------- | ------------------------------ | ----------------------------------- | ------------- | --------- | --------------- | --------------------------------------------------------------------------------------------------- |
| Sendemast Gufuskálar                  | Abgespannter Stahlfachwerkmast | Langwellensender                    | 412 m         | 1963      | Hellissandur    | Wurde bis Mitte der 90er Jahre für LORAN-C genutzt, gegen Erde isoliert; höchstes Bauwerk in Island |
| Westturm der NRTF Grindavík (1000 ft) | Abgespannter Stahlfachwerkmast | Langwellensender                    | 304,8 m       | 1993      | bei Grindavík   | Ersatzbau für einen 243,84 m hohen älteren Turm                                                     |
| Sendemast Eiðar                       | Abgespannter Stahlfachwerkmast | Langwellensender                    | 220 m / 221 m | 1996–1998 | bei Egilsstaðir | existiert nicht mehr, nach Einstellung des Senders am 1. März 2023 gesprengt                        |
| Ostturm der NRTF Grindavík (600 ft)   | Abgespannter Stahlfachwerkmast | Langwellensender                    | 182,88 m      | 1993      | bei Grindavík   | Ersatzbau für einen gleich hohen älteren Turm                                                       |
| Smáratorg-Turm                        | Hochhaus                       | Büro- und Geschäftsturm             | 77,6          | 2008      | Kópavogur       | Höchstes Gebäude in Island                                                                          |
| Hallgrímskirkja                       | Kirche                         | evangelisch-lutherische Pfarrkirche | 74,5          | 1974      | Reykjavík       | Zweithöchstes Gebäude in Island, höchstes Kirchengebäude in Island                                  |